# Jesení (přírodní památka)
Jesení je přírodní památka v okrese Tábor. Nachází se v Táborské pahorkatině, v údolí Malenínského potoka, dva kilometry severozápadně od Ratibořských Hor. Předmětem ochrany je rozsáhlý a mimořádně cenný komplex rašelinných a vlhkých lučních společenstev s množstvím chráněných a významných druhů rostlin a živočichů.

## Přírodní poměry

### Mykoflóra
V prostoru přírodní památky byl nalezen nepůvodní květnatec Archerův.

### Flóra
Botanicky nejhodnotnější částí celého komplexu jsou ostřicové porosty v okolí pramenišť. Mimo 15 druhů ostřic zejména ohrožené ostřice přioblá (Carex diandra) a ostřice Hartmanova (Carex hartmanii), dále ostřice měchýřkatá (Carex vesicaria), ostřice šedavá (Carex canescens), ostřice zaječí (Carex ovalis), ostřice ježatá (Carex echinata), ostřice obecná (Carex nigra), ostřice prosová (Carex panicea), ostřice zobánkatá (Carex rostrata), vyskytují se zde i rašeliníky a další vlhkomilné mechy, třtina šedavá (Calamagrostis canescens), suchopýr úzkolistý (Eriophorum angustifolium), sítina rozkladitá (Juncus effusus), sítina niťovitá (Juncus filiformis), přeslička bahenní (Equisetum palustre) i přeslička poříční (Equisetum fluviatile). Z vzácných druhů zde rostou vachta trojlistá (Menyanthes trifoliata), prstnatec májový (Dactylorhiza majalis) a hadí mord nízký (Scorzonera humilis). Objevuje se tu také starček potoční (Tephroseris crispa), kozlík dvoudomý (Valeriana dioica), blatouch bahenní (Caltha palustris), pryskyřník zlatožlutý (Ranunculus auricomus agg.), kohoutek luční (Lychnis flos-cuculi), violka bahenní (Viola palustris), děhel lesní (Angelica sylvestris), vrbina obecná (Lysimachia vulgaris), vrbina penízková (Lysimachia nummularia), svízel bahenní (Galium palustre) či svízel slatinný (Galium uliginosum).
Mnohem rozsáhlejší jsou však porosty bezkolence modrého, který doplňují psárka luční (Alopecurus pratensis) a medyněk vlnatý (Holcus lanatus). Z bylin se vyskytují krvavec toten (Sanguisorba officinalis), čertkus luční (Succisa pratensis), olešník kmínolistý (Selinum carvifolia), vzácný vemeník dvoulistý (Platanthera bifolia), všivec lesní (Pedicularis sylvatica), ostřice blešní i ostřice stinná (Carex umbrosa).
Na levém břehu Malenínského potoka dominují porosty chrastice rákosovité (Phalaris arundinacea) a tužebníku jilmového (Filipendula ulmaria). Kromě nich tu rostou pcháč bahenní (Cirsium palustre), kyprej vrbice (Lythrum salicaria), kopřiva dvoudomá (Urtica dioica) nebo třtina křovištní (Calamagrostis epigejos).

### Fauna
Bohaté rostlinstvo doplňuje neméně široké spektrum bezobratlých živočichů, především hmyzu – zachycena byla kněžice kovová (Zicrona caerulea), vzácní drabčíci Tachinus discoideus a Falagria thoracica, slunéčko Coccinella hieroglyphica, hloubilka Stiphrosoma sabulosum, květilka (Botanophila seneciella), temnatka běžná (Platystoma seminationis) i vrtule (Dithryca guttularis).